# De Toppers

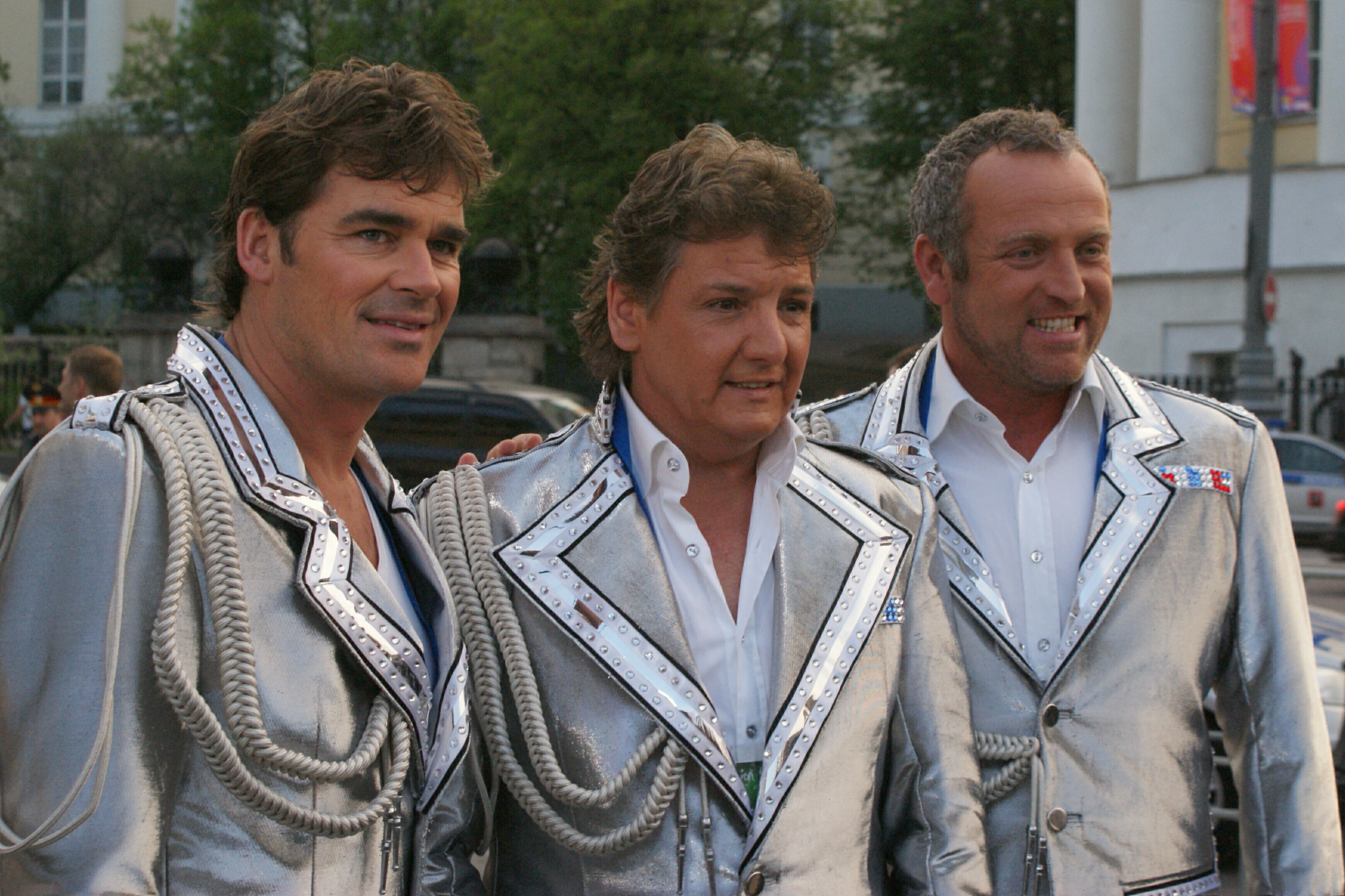
De Toppers em 2009

De Toppers são um trio musical neerlandês, composto por Gordon, René Froger, Jeroen van der Boom (desde 2008) e Jan Smit (desde 2017). Gerard Joling foi membro desde o início até novembro de 2008, tendo interrompido durante um ano devido a um acidente de esqui, onde partiu o braço e por isso esteve afastado dos palcos, grupo que reintegrou desde 2010 até ao momento
O trio foi formado em Amesterdão em 2005.
Todos os três integrantes são cantores de sucesso nos Países Baixos.
Em 2009, os Toppers representaram os Países Baixos no Festival Eurovisão da Canção, com a música Shine. Eles chegaram à segunda semifinal, mas não se classificaram para a final.

## Discografia
Álbuns
- 2005 - Toppers In Concert
- 2006 - Toppers In Concert 2006
- 2006 - Kerst met De Toppers
- 2007 - Toppers In Concert 2007
- 2008 - Toppers In Concert 2008

Canção
- Shine

## Videografia
DVD's
- Toppers In Concert - 2005
- Toppers In Concert 2006 - 2006
- Toppers In Concert 2007 - 2007
- Toppers In Concert 2008 - 2008
- Toppers In Concert 2009 - 2009
- Toppers In Concert 2010 - 2010
- Toppers In Concert 2011 - 2011